# Casella (isola)
Casella o Casella Grande (in croato: Kasela) è un isolotto disabitato della Dalmazia settentrionale, nel mare Adriatico, in Croazia, che fa parte delle isole Incoronate; si trova a sud dell'isola Incoronata. Amministrativamente appartiene al comune di Morter-Incoronate, nella regione di Sebenico e Tenin.
Assieme al vicino scoglio Casella Piccolo (vedi sez. isole adiacenti) erano anche chiamati scogli Casella.

## Geografia
Casella è un isolotto di forma irregolare con un promontorio arrotondato che si allunga a est; è lungo circa 1,1 km e ha un'altezza massima di 61 m; ha una superficie di 0,345 km² e uno sviluppo costiero di 3,54 km. 
Si trova in mezzo ad altri isolotti e a nord si affaccia sul canale dell'Incoronata (Kornatski kanal).

### Isole adiacenti
- Gustaz, a nord-ovest, a 350 m[2].
- Isolotto del Cappellaio (Klobučar), a ovest di Casella.
- Casella Piccolo[6][7] (Kaselica), piccolo scoglio a sud-est di Casella, tra quest'ultimo e Prisgnago Grande; ha un'area di 2469 m²[10] 43°44′12″N 15°23′40″E.
- Prisgnago Grande (Prišnjak Veli), a est di Casella.

### Cartografia
- (HR) Mappa topografica della Croazia 1:25000, su preglednik.arkod.hr. URL consultato il 28 luglio 2017.
- G. Giani, Carta prospettiva delle Comuni censuarie della Dalmazia, fogli 5 e 6, 1839. Fondo Miscellanea cartografica catastale, Archivio di Stato di Trieste.
- Carta di cabottaggio del mare Adriatico, foglio VII, Milano, Istituto geografico militare, 1822-1824. URL consultato il 17 febbraio 2017 (archiviato dall'url originale il 13 aprile 2013).